# 柯尼希-费舍尔展开
柯尼希-费舍尔展开(Cornish-Fisher expansion)是一种渐近展开式，用于逼近一个概率分布的分位数 。这个展开成立时，它可以比中心极限定理提供更精确的分位数逼近。
每一个Cornish-Fisher展开的成立与否，依赖于其相应的Edgeworth展开的正确性。Cornish-Fisher展开是其对应的Edgeworth展开的逆。
这个展开以E. A. Cornish和著名统计学家R. A. 费舍尔命名，他们于1937年发明该方法。

## 表达式和系数的计算方法
最简单的定义Cornish-Fisher展开表达式的方式是待定系数法。假设我们有来自某分布 {\displaystyle {\cal {F}}} 的独立同分布随机变量 {\displaystyle X_{1},\ldots ,X_{n}} ，现在要估计总体的某个泛函 {\displaystyle \theta =\theta ({\cal {F}})} ，假设 {\displaystyle {\hat {\theta }}} 是基于样本的一个估计，并且对该估计，成立以下的 {\displaystyle K} 阶Edgeworth展开
{\displaystyle \mathbb {P} (n^{1/2}({\hat {\theta }}-\theta )\leq x)=\Phi (x)+\left\{\sum _{k=1}^{K}n^{-k/2}\cdot \Gamma _{k}(x)\right\}\cdot \varphi (x)+O(n^{-(K+1)/2})}
其中 {\displaystyle \Phi (\cdot )} 和 {\displaystyle \varphi (\cdot )} 分别是标准正态分布的CDF和PDF， {\displaystyle \Gamma _{k}(\cdot )} 是 {\displaystyle x} 的多项式，余项表示的是一致误差界，即它是精确分布和逼近分布的 {\displaystyle \|\cdot \|_{\infty }} 距离。
那么对任何给定的 {\displaystyle \alpha \in (0,1)} ，枢轴变量 {\displaystyle n^{1/2}({\hat {\theta }}-\theta )} 的下 {\displaystyle \alpha } 分位数 {\displaystyle \theta _{\alpha }} 可以由下列Cornish-Fisher展开逼近：
{\displaystyle {\hat {\theta }}_{\alpha }:=z_{\alpha }-\left\{\sum _{k=1}^{K}n^{-k/2}\cdot {\tilde {\Gamma }}_{k}(z_{\alpha })\right\}\cdot \varphi (z_{\alpha })}
其中 {\displaystyle z_{\alpha }} 是标准正态分布的下 {\displaystyle \alpha } 分位数，系数 {\displaystyle {\tilde {\Gamma }}_{k}(y)} 从以下的式子以待定系数法逐个解出
{\displaystyle {\begin{aligned}\mathbb {P} (n^{1/2}({\hat {\theta }}-\theta )&\leq y-n^{-1/2}\cdot {\tilde {\Gamma }}_{1}(y))=\Phi (y)+O(n^{-1})\\\mathbb {P} (n^{1/2}({\hat {\theta }}-\theta )&\leq y-n^{-1/2}\cdot {\tilde {\Gamma }}_{1}(y)-n^{-1}\cdot {\tilde {\Gamma }}_{2}(y))=\Phi (y)+O(n^{-3/2})\\\cdots &\cdots \\\mathbb {P} {\Bigg (}n^{1/2}({\hat {\theta }}-\theta )&\leq y-\sum _{k=1}^{K}n^{-k/2}\cdot {\tilde {\Gamma }}_{k}(y){\Bigg )}=\Phi (y)+O(n^{-(K+1)/2})\end{aligned}}}
例如，解第一个方程时，将 {\displaystyle x=y-n^{-1/2}\cdot {\tilde {\Gamma }}_{1}(y)} 代回到Edgeworth展开里， {\displaystyle {\tilde {\Gamma }}_{1}(y)} 的解是（唯一的）能消去 {\displaystyle n^{-1/2}} 阶项的表达式。

## 性质
一般来说，Cornish-Fisher展开与它所来自的Edgeworth展开拥有相同的逼近阶数和一致误差项，除非该Edgeworth展开带有跳跃点。